# فرودگاه تک‌بانده لا برنکا
فرودگاه تک‌بانده لا برنکا (به انگلیسی: Las Barrancas Airstrip) یک فرودگاه همگانی است که یک باند فرود خاک دارد و طول باند آن ۱۴۳۴ متر است. این فرودگاه در کشور مکزیک قرار دارد و در ارتفاع ۱۰ متری از سطح دریا واقع شده است.